# كريس هادفيلد
كريس اوستن هادفيلد (بالإنجليزية: Chris Austin Hadfield) (مواليد 29 أغسطس 1959) OC OOnt MSc CD هو رائد فضاء كندي متقاعد وهو أول كندي مشى في الفضاء. عمل هادفيلد كطيار مقاتلات حربية في القوى الجوية الملكية الكندية. قام برحلتين فضائيتين مكوكيتين وعمل قائدا لمحطة الفضاء الدولية.
نشأ هادفيلد وترعرع في مزرعة في جنوب أونتاريو. وكانت مشاهدة رحلة أبولو 11 على التلفاز ورؤية الهبوط الأول للإنسان على سطح القمر عام 1969 مصدر الهامة. أتم هادفيلد دراسته الثانوية في مدرسة أوكفيل وميلتون وتحصل على رخصة طيران شراعي كعضو في برنامج طلاب الجوية الملكية الكندية. انضم إلى القوات المسلحة الكندية وتحصل على شهادة هندسة في الكلية العسكرية الملكية. بينما كان في الجيش، تعلم هادفيلد قيادة أنواع عديدة من الطائرات ليصبح لاحقا طيار اختبارات ويقود عددا من الطائرات التجريبية. حصل كريس على ماجستير في الطيران من معهد الفضاء في جامعة تينيسي من خلال برنامج تبادل طلابي بين الجيش الكندي والبحرية الأميركية والقوات الجوية الأميركية.
قُبل هادفيلد في العام 1992 في برنامج رواد الفضاء الكندي من قبل وكالة الفضاء الكندية. صعد أول مرة إلى الفضاء (كاختصاصي) على متن المهمة اس تي اس - 74 في نوفمبر/تشرين الثاني عام 1995. زار خلال هذه المهمة محطة الفضاء الروسية مير. في أبريل/نيسان عام 2001 صعد إلى الفضاء مجددا على متن الرحلة اس تي اس - 100 وزار محطة الفضاء الدولية حيث مشى في الفضاء (خارج المحطة) وساعد في تركيب نظام الخدمة المتحرك المعروف بـ كانادارم2 (ذراع كندا2).
في ديسمبر/كانون الأول 2012 صعد هادفيلد إلى الفضاء للمرة الثالثة على متن المركبة «سويوز تي ام ايه-07ام» وانضم إلى المهمة اكسبدشن 34 في محطة الفضاء الدولية. ظل عضوا في هذه المهمة حتى مارس/اذار عام 2013 حين أصبح قائدا لمحطة الفضاء الدولية كجزء من المهمة اكسبدشن 35. كقائد للمهمة كان هادفيلد مسؤولا عن فريق مكون من خمس رواد فضاء وساعد في إجراء العديد من التجارب العلمية حول أثر الجاذبية على وظائف جسم الإنسان الحيوية.
ذاع صيت هادفيلد خلال فترة قيادته للمهمة اكسبدشن 35 لتسجيله مقاطع فيديو عن يوميات الحياة على متن محطة الفضاء الدولية، والتقاطه صور لكوكب الأرض وبثها على تويتر، فيسبوك وتمبلر حيث تابعها الكثير من الناس حول العالم.
ظهر هادفيلد في نشرات الأخبار وبرامج الحوار وازدادت شهرته أكثر بعد عزفه على الإيتار في أحد مقاطع الفيديو التي سجلها في محطة الفضاء الدولية. انتهت مهمته وعاد إلى الأرض في مايو/أيار عام 2013. أعلن هادفيلد تقاعده بعد فترة قصيرة من عودته من محطة الفضاء الدولية منهيا 35 عاما من الحياة المهنية كطيار حربي ورائد فضاء.

## وصلات خارجية
- كريس هادفيلد على موقع IMDb (الإنجليزية)
- كريس هادفيلد على موقع ميوزك برينز (الإنجليزية)
- كريس هادفيلد على موقع ديسكوغز (الإنجليزية)
- كريس هادفيلد على موقع قاعدة بيانات الفيلم (الإنجليزية)

- الموقع الرسمي
- السيرة الذاتية من ناسا نسخة محفوظة 21 سبتمبر 2020 على موقع واي باك مشين.
- قناة كريس هادفيلد على يوتيوب
- كريس هادفيلد  على فيسبوك.